# IPadOS 16
iPadOS 16은 아이패드의 네 번째 주요 출시이다.애플이 아이패드 계열의 태블릿 컴퓨터용으로 개발한 운영 체제이다. iPadOS 15의 후속 제품이며, iOS 16, macOS 벤투라, watchOS 9, tvOS 16와 함께 2022년 6월 6일 WWDC에서 발표되었다. 멀티태스킹과 운영 체제의 많은 다른 측면들을 개선하면서 수많은 새로운 기능들을 받았다.
iPadOS 16의 공개 베타 버전은 2022년 7월 11일에 출시되었다. iPadOS 16의 공개 버전은 iPadOS 16.1로 2022년 10월 24일에 출시되었다.

## 역사

### 업데이트
iPadOS 16의 첫 번째 개발자 베타가 2022년 6월 6일에 출시되었다. iPadOS 16.1은 공식적으로 2022년 10월 24일에 출시되었다.
| 버전      | 빌드     | 출시 날짜        | 노트 |
| --------- | -------- | ---------------- | ---- |
| 16.1      | 20B82    | 2022년 10월 24일 |      |
| 16.2 베타 | 20C5032e | 2022년 10월 25일 |      |

범례:   과거   현재   베타

## 기능

### 날씨
애플의 날씨 앱은 처음으로 아이패드에서 사용할 수 있다. 이전에는 아이폰에서만 사용할 수 있었다.

### 잠금화면
잠금 화면은 새로운 글꼴을 가지고 있으며 iOS 16과 일치하는 시간 이상의 날짜를 표시하지만 새로운 사용자 지정 기능은 없다.

### 패스키
아이패드는 이제 사용자의 암호나 생체 인식만 사용하여 웹 오턴을 구현하는 웹 사이트에 로그인할 수 있다.

### 스케일링 모드 표시
애플 M1 프로세서를 탑재한 아이패드, 애플 A12X 바이오닉과 A12Z 바이오닉을 탑재한 11인치 아이패드 프로에서 디스플레이 스케일링 모드는 디스플레이의 픽셀 밀도를 높여 앱에서 더 많은 보기 공간을 허용한다.

### 참조 모드
리퀴드 레티나 XDR 디스플레이가 장착된 아이패드 프로 12.9인치(2021년)에서 아이패드는 색 등급 작업을 위해 "레퍼런스 모드"로 사용할 수 있다. 이것은 연결된 맥에 애플 실리콘이 있는 한 사이드카로 확장된다.

## 비판
아이패드 OS 16의 스테이지 매니저 기능은 엄격한 성능 요건으로 인해 M1 칩이 장착된 특정 아이패드 모델에서만 지원된다는 비판을 받아왔다. 테크크런치와의 인터뷰에서 크레이그 페데리히는 "가상 메모리 스왑이 매우 빠른 속도를 낼 수 있는 것은 M1 아이패드뿐"이라고 설명했다. 나중에 이 기능이 내부 설정에 의해 오래된 장치에 대해 비활성화된다는 것이 밝혀졌다. 2018년과 2020년 아이패드 프로의 아이패드 OS 16.1 베타 버전에서는 단화면 버전의 스테이지 매니저가 추가되었다. 애플은 나중에 엔가젯에게 성명을 발표하면서 "…아이패드 프로 3세대와 4세대를 사용하는 고객들은 아이패드에서 스테이지 매니저를 경험할 수 있는 것에 강한 관심을 표명했다. 이에 우리 팀은 한 번에 iPad 화면에서 최대 4개의 라이브 앱을 지원하는 등 이러한 시스템을 위한 단일 화면 버전을 제공할 수 있는 방법을 찾기 위해 많은 노력을 기울였다."
M1 아이패드의 스테이지 매니저에 대한 외부 디스플레이 지원은 불안정성으로 인해 애플의 추가 통지가 있을 때까지 지연될 것으로 보이며, iPadOS 16 업데이트에 따라 돌아올 것이다.
스테이지 매니저는 또한 "사용하기 어렵다"는 비판을 받았고 일부 평론가들과 비평가들은 이 기능을 "근본적으로 잘못된 것"이라고 불렀다.
iOS 16의 잠금 화면 커스터마이징 기능이 부족하다는 점도 더 버지의 데이비드 피어스 같은 평론가들로부터 비판을 받았다.

## 지원 기기
아이패드 OS 16은 애플 A9 칩과 함께 출시된 아이패드에서 지원되며, A8/A8X 칩, 특히 아이패드 에어 2와 아이패드 미니 4를 포함한 장치들에 대한 지원을 중단된다.
- 아이패드 프로 (모든 기기)
- 아이패드 (5세대)
- 아이패드 (6세대)
- 아이패드 (7세대)
- 아이패드 (8세대)
- 아이패드 (9세대)
- 아이패드 미니 (6세대)
- 아이패드 미니 (5세대)
- 아이패드 미니 4
- 아이패드 에어 (4세대)
- 아이패드 에어 (3세대)
- 아이패드 에어 (5세대)

## 같이 보기
- IOS 16
- MacOS 벤투라